# 村岡陣屋
村岡陣屋（むらおかじんや）は、兵庫県美方郡香美町（但馬国七美郡）にあった交代寄合旗本の山名氏の陣屋。

## 概要
慶長6年（1601年）山名豊国（禅高）が但馬国七美郡6千700石を与えられた。
当初は兎束村に陣屋を仮設し、元和元年（1615年）福岡と改称した。その後3代山名矩豊は寛永19年（1642年）陣屋を黒野村に移し村岡と改称した。
8代山名義方は、文化3年（1806年）陣屋を尾白山に移し、中腹に陣屋を築き、大手門、中門、長屋、鎮守社，煙硝蔵、練兵場を設けた。
11代山名義済は慶応4年（1868年）太政官から新田4千300石の加増を認められ、1万1千石で村岡藩を立藩し、12代山名義路の代に廃藩となった。

## 遺構
陣屋跡は、昭和33年（1958年）から同57年（1982年）までの間兵庫県立村岡高等学校として利用されたが、現在は移転して、御殿山公園として整備されている。